# مدسین لاج (کانزاس)
مدسین لاج (به انگلیسی: Medicine Lodge) شهری در ایالت کانزاس کشور ایالات متحده آمریکا است که جمعیت آن در سرشماری سال ۲۰۱۰ میلادی، ۲٬۰۰۹ نفر بوده‌است.